# Bloodfist VII: Caccia all'uomo
Bloodfist VII: Caccia all'uomo (Bloodfist VII: Manhunt) è un film statunitense del 1995 diretto da Jonathan Winfrey. È il settimo film della serie Bloodfist seguito da Bloodfist VIII: Addestrato per uccidere del 1996.

## Trama
Jim Trudell è un uomo perseguitato, ed è stato definito un assassino di poliziotti, vuole combattere per rimanere in vita e per riabilitare il suo nome, proprio con la polizia che lo ha incastrato.